# ماريون بارتولي
ماريون بارتولي (بالفرنسية: Marion Bartoli) هي لاعبة كرة مضرب فرنسية محترفة من مواليد 2 أكتوبر 1984. حققت لقب ثمان بطولات للفردي ومن ضمنها بطولة واحدة من البطولات الكبرى (ويمبلدون)، وثلاثة بطولات للزوجي.
ومعروف عنها أنها لها نمط غير تقليدي في اللعب باستخدام اليدين بالضربات الامامية والخلفية على حد سواء. في 30 يناير 2012 وصلت إلى المركز السابع على مستوى العالم كأعلى تصنيف لها في مشوارها المهني. وعلى الأقل وصلت بارتولي مرحلة الدور ربع النهائي في كل من البطولات الاربع الكبرى. فوزها في بطولة ويمبلدون جعلها سادس لاعب في عهد البطولات المفتوحة يحقق الفوز في البطولة دون أن يخسر مجموعة.

## روابط خارجية
- ماريون بارتولي على موقع رابطة محترفات التنس (الإنجليزية)
- ماريون بارتولي على موقع الاتحاد الدولي لكرة المضرب (الإنجليزية)
- ماريون بارتولي على موقع كأس بيلي جين كينغ (الإنجليزية)
- ماريون بارتولي على موقع بطولة ويمبلدون (الإنجليزية)
- ماريون بارتولي على موقع خلاصة التنس.كوم (الإنجليزية)
- ماريون بارتولي على موقع إي إس بي إن.كوم (الإنجليزية)

## روابط اضافية
- الموقع الرسمي نسخة محفوظة 16 فبراير 2008 على موقع واي باك مشين. (بالفرنسية)
- http://www.marion-bartoli.net (Linked to by official site)
- ماريون بارتولي على موقع رابطة محترفات كرة المضرب